# Канпантон, Исаак
Исаак Канпантон (1360—1463) — испанский талмудист, автор сочинения по методологии Талмуда «Darke ha-Talmud» («Пути Талмуда», изд. ок. 1520 года) и каббалист.

## Биография и труд
Сын Якова Кампантона, автора сочинений по математике, астрономии и т. д.
Исаак Канпантон — автор единственной книги, которая дошла до нас, известного сочинения по методологии Талмуда под заглавием «Darke ha-Talmud» (1-е изд. ранее 1520; 2-е изд. Венеция, 1565). Начиная с 3-го издания (Мантуя, 1593), это сочинение печаталось под названием: «Darke ha-Gemara» («Пути Гемары»), ввиду запрещения в Италии употреблять слово Талмуд.
Это значимое сочинение (новое издание А. Г. Вейса, Вена, 1891) по непонятной причине было оставлено без всякого внимания ашкеназскими талмудистами, на которых, впрочем, и другие сочинения по методологии Талмуда, как «Книга казней» Самсона из Шинона (1515) и «Халихот Олам» (ок. 1490), оказали мало влияния.
Каббалистическая традиция передаётся от его имени более поздними каббалистами, но его каббалистические идеи не сохранились в письменном виде.
Среди учеников Кампантона были рабби Исаак Абоаб (1433—1493) и Исаак де Леон (из североиспанского города Леон).